# Beauchêne (Loir-et-Cher)
Beauchêne ist eine französische Gemeinde mit 165 Einwohnern (Stand: 1. Januar 2022) im Département Loir-et-Cher in der Region Centre-Val de Loire. Sie gehört zum Kanton Le Perche im Arrondissement Vendôme. 

## Geographie
Beauchêne liegt etwa 50 Kilometer nordnordwestlich von Blois und etwa 60 Kilometer nordnordöstlich von Tours.
Die Gemeinde grenzt an Saint-Marc-du-Cor im Norden, an Romilly im Osten, an Danzé im Süden und Südosten sowie an Le Temple im Südwesten.

## Bevölkerungsentwicklung
| Jahr                       | 1962 | 1968 | 1975 | 1982 | 1990 | 1999 | 2006 | 2017 |
| -------------------------- | ---- | ---- | ---- | ---- | ---- | ---- | ---- | ---- |
| Einwohner                  | 263  | 234  | 183  | 144  | 117  | 142  | 158  | 173  |
| Quellen: Cassini und INSEE |      |      |      |      |      |      |      |      |

## Sehenswürdigkeiten
- Kirche Saint-Jacques